# Astragalus ertterae
Astragalus ertterae là một loài thực vật có hoa trong họ Đậu. Loài này được Barneby & Shevock miêu tả khoa học đầu tiên.